# Neutral Milk Hotel
Neutral Milk Hotel var ett amerikanskt indierockband bestående av Jeff Mangum, Jeremy Barnes, Scott Spillane och Julian Koster. 
Gruppen släppte sin debut On Avery Island 1996 men är mest känd för uppföljaren In the Aeroplane Over the Sea 1998 som med tiden blivit en kultklassiker och av många räknas som ett av 1990-talets mest intressanta album. In the Aeroplane Over the Sea baseras löst på sångaren och låtskrivaren Jeff Mangums reflektioner kring Anne Franks dagbok. Bandet har inte släppt något nytt material sedan In the Aeroplane Over the Sea.

## Diskografi

### Studioalbum
- 1996 - On Avery Island
- 1998 - In the Aeroplane Over the Sea

### EP-skivor och singlar
- 1994 - Everything Is
- 1998 - Holland, 1945
- 2011 - Ferris Wheel on Fire
- 2011 - You've Passed / Where You'll Find Me Now
- 2011 - Little Birds

### Samlingsalbum
- 2011 - NMH Vinyl Box Set